# 六條齋院宣旨
六條齋院宣旨（日语：／，長保年間 - 寬治6年（1092年）2月22日），日本平安時代後期的歌人、作家。源賴國之女，兄弟有源賴弘、源賴資、源賴實、源實國、源賴綱、源國房、源師光等。為侍奉六條齋院（禖子内親王）的宣旨。
根據史實可以確認其曾16次出席其主家禖子内親王家舉行的“六條齋院歌合”歌會。曾與藤原高定成婚，但据推測後來她與源隆國再婚。在天喜3年（1055年）的“六条斎院禖子内親王家物語合”會上發表了名爲《游于玉藻的權大納言》的物語。此外她也被認爲是《狹衣物語》的作者。
其所詠的和歌被收录在《後拾遺和歌集》以下的敕撰和歌集中。